# باريز (إيران)
باريز (بالفارسية: پاریز) هي مدينة تقع في إيران في Pariz District. يقدر عدد سكانها بـ 4,527 نسمة .